# دالاس جاي
دالاس جاي (بالإنجليزية: Dallas Jaye)‏ هو لاعب كرة قدم أمريكي في مركز حراسة المرمى، ولد في 19 يونيو 1993 في دانفيل في الولايات المتحدة. شارك مع منتخب غوام لكرة القدم. أما مع النوادي، فقد لعب مع غرينفيل ترمف وفينيكس راسينغ ونادي توكسون.

## وصلات خارجية
- دالاس جاي على موقع الاتحاد الدولي (مؤرشف)  (الإنجليزية)
- دالاس جاي على موقع قاعدة بيانات كرة القدم.إي يو (الإنجليزية)
- دالاس جاي على موقع ناشيونال فوتبول تيمز (الإنجليزية)
- دالاس جاي على موقع Soccerway.com (الإنجليزية)